# 本森維爾 (伊利諾伊州)
本森維爾（英語：Bensenville）是位於美國伊利諾伊州庫克縣的一個村落。

## 地理
本森維爾的座標為41°57′29″N 87°56′45″W / 41.95806°N 87.94583°W，而該地最高點為海拔高度204米（即669英尺）。

## 人口
根據2010年美國人口普查的數據，本森維爾的面積為14.37平方千米，當中陸地面積為14.35平方千米，而水域面積為0.12平方千米。當地共有人口18356人，而人口密度為每平方千米1,277人。